# Prognathodes
Prognathodes é um gênero de peixe-borboleta, da família Chaetodontidae. Esses peixes-borboleta costumam viver em recifes e costões rochosos de mares tropicais e subtropicais do mundo todo, mas a maioria das espécies são encontradas no Oceano Atlântico. Antigamente, eram reconhecidos como Chaetodon e são um pouco similares com os peixes-borboleta dos gêneros Forcipiger e Chelmon.

## Espécies
Atualmente, 13 espécies são reconhecidas neste gênero:
- Prognathodes aculeatus (Poey, 1860)
- Prognathodes aya (D. S. Jordan, 1886)
- Prognathodes basabei Pyle & Kosaki, 2016[5]
- Prognathodes brasiliensis W. E. Burgess, 2001
- Prognathodes carlhubbsi Nalbant, 1995
- Prognathodes dichrous (Günther, 1869)
- Prognathodes falcifer (C. L. Hubbs & Rechnitzer, 1958)
- Prognathodes geminus Copus, Pyle, Greene & Randall, 2019[6]
- Prognathodes guezei (Maugé & Bauchot, 1976)
- Prognathodes guyanensis (J. Durand, 1960)
- Prognathodes guyotensis (Yamamoto & Tameka, 1982)
- Prognathodes marcellae (Poll, 1950)